# 要害川
要害川（ようがいかわ）は、日本の宮城県仙台市泉区を流れる小河川で、七北田川の支流である。二級水系七北田川水系に属する二級河川。長さ6.0キロメートル。

## 流路
仙台市の北部、大和町との境界付近の丘陵を源とし、小さく蛇行しながら南南東に下って七北田川に注ぐ。川にそって国道4号が走る。下流部を除けば両岸は丘陵だが、源流部には工業団地が、それより川下には住宅地が造成されている。

## 水質
2018年度の調査では、最下流部の生物化学的酸素要求量(BOD)75%値は 1.6 mg/Lであった。要害川に環境基準は設定されていないが、基準類型A（2.0以下）を満たす程度に良い水質である。

## 主な橋
- - 東北自動車道
- 大沢橋 - 国道4号、陸羽街道
- 寺沢橋
- 滝沢橋 - 宮城県道22号仙台泉線
- 向陽橋
- 大黒橋 - 国道4号
- 愛宕橋
- 第二小野目橋 - 宮城県道56号仙台三本木線
- 要害橋 - 南前町線
- 高玉橋 - 宮城県道35号泉塩釜線